# Enric Aguadé Parés
Enric Aguadé Parés (Reus, 3 de març de 1894 - 24 de juny de 1969) va ser un industrial i comerciant català, pare del metge Enric Aguadé Sans

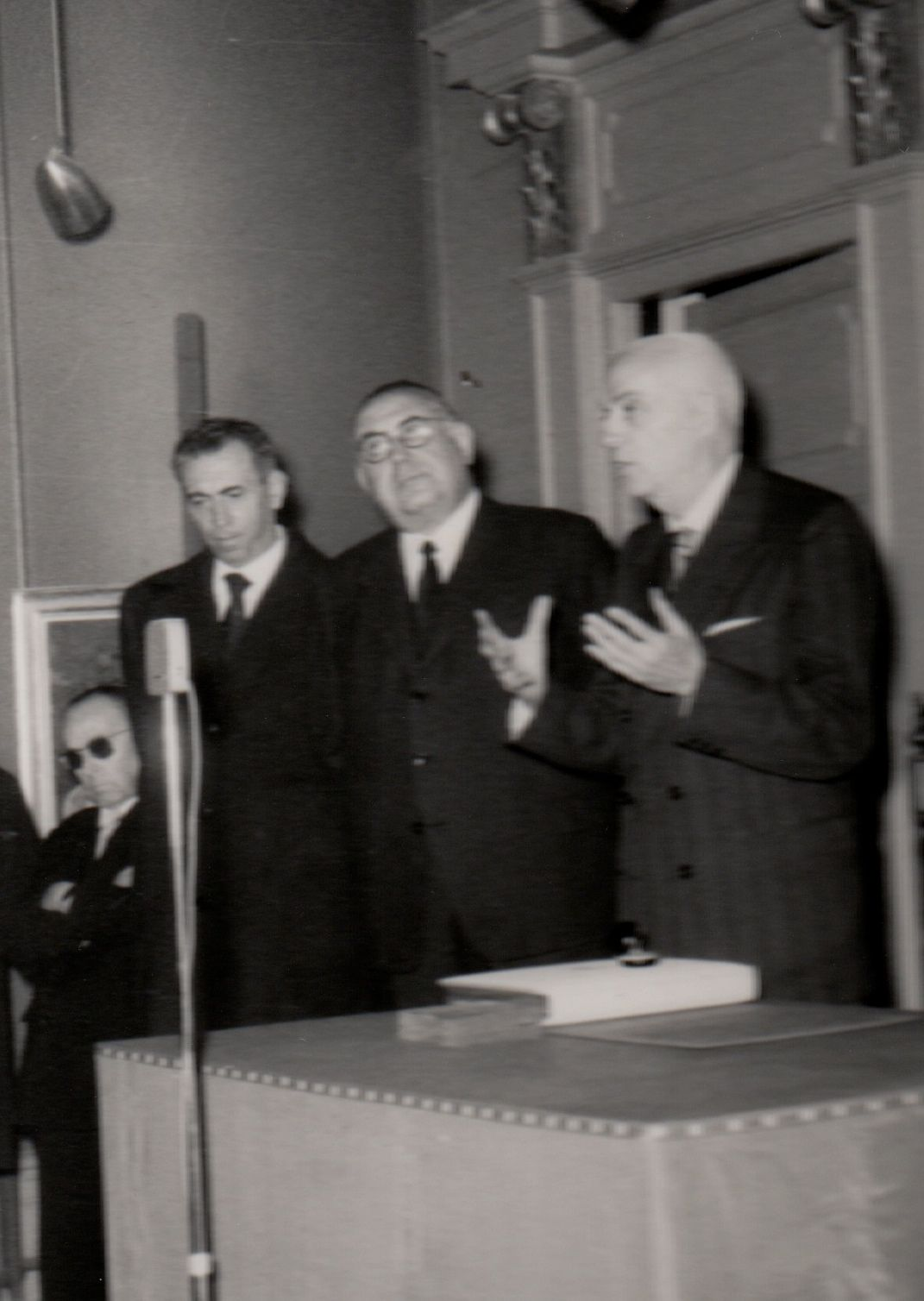
Enric Aguadé Parés parlant en un acte del centenari del Centre de Lectura el 1959

Amb setze anys ja escrivia i col·laborava a diverses revistes reusenques (Foc Nou, del Grup Modernista de Reus i Athenaeum, del Centre de Lectura), i després ho va fer a Foment, portaveu del Foment Nacionalista Republicà. Va ser un dels introductors de l'esperanto a Reus juntament amb Ròmul Salleres, i directiu de l'associació "Nova Semo" organització esperantista vinculada al Centre de Lectura i des del 1921 col·laborà a la revista d'aquesta entitat. El 1919 era administrador de la societat Pantà de Riudecanyes, entitat en la que treballà tota la seva vida. Interessat pel tema d'abastament d'aigües, va animar també la construcció del pantà de Siurana, i la del Pantà del Francolí, que no s'arribà a realitzar. Fundà una companyia exportadora de vins i vermuts, "Simó i Compañía" el 1915, que va ser propietària durant uns anys de Vermuts Yzaguirre. El 1931 va participar en unes interessants "Converses sobre temes d'interès local", organitzades pel Centre de Lectura, amb una ponència sobre abastament d'aigües a la ciutat de Reus, i on algunes de les seves conclusions van ser portades a la pràctica pels ajuntaments de la República. Va ser membre directiu de la Cambra de Comerç de Reus i del gremi d'Exportadors de Vins, que presidí el 1934. Alcalde de Reus durant sis dies, nomenat per l'auditoria de guerra de l'exèrcit d'ocupació el 16 de gener de 1939, l'endemà de l'entrada de les forces franquistes, va ser substituït per José Ramón de Amézaga Botet, designat directament pel quarter general de Franco el 21 de gener. Va ser president de la Junta de Museus de Reus, diputat provincial diverses vegades a partir de 1949, membre de la Junta d'Obres del Port de Tarragona i del consell d'administració del Carrilet de Reus a Salou. Malgrat la seva ideologia conservadora, va ser membre de Palestra, entitat de la que no es donà de baixa quan va ser suprimida el 1934. La seva actuació enèrgica quan era alcalde, segellant les portes del Centre de Lectura va evitar el saqueig de l'entitat. Per la seva relació amb les autoritats franquistes, va aconseguir la reobertura del Centre de Lectura el 1948 i el restabliment de les exposicions de roses de l'entitat, iniciades el 1936. Tenia la Creu de l'Orde Civil d'Alfons X el Savi i les Palmes Acadèmiques del govern francès.